# Borisovskij rajon (Oblast' di Belgorod)
Il Borisovskij rajon (in russo Борисовский район?) è un rajon dell'Oblast' di Belgorod, nella Russia europea; il capoluogo è Borisovka.
Istituito nel 1928, ricopre una superficie di 650 chilometri quadrati e nel 2010 ospitava una popolazione di circa 26.000 abitanti.